# 神奈川 (横浜市)
神奈川（かながわ）は、神奈川県横浜市神奈川区の町名。現行行政地名は神奈川一丁目及び神奈川二丁目。住居表示は未実施である。

## 地理
神奈川区中南部に位置し、北西は神奈川本町、南は滝の川を挟み栄町、東は入江川を挟み星野町に接する。海に近い南東側が一丁目、内陸寄りの北西側が二丁目となり、二丁目には国道15号（第一京浜）と、その上に首都高速神奈川1号横羽線の高架橋が通る。国道沿いには神奈川警察署がある。。一丁目南東部を貨物専用のJR高島線が通り、東高島駅の一部が町域にかかる。線路沿いには1860年に完成した神奈川台場の跡が残る。この付近はかつては漁師町であり、伏見大漁稲荷神社がある。京急電鉄には神奈川の名を冠した神奈川駅があるが、所在地は青木町となる。町内には旅客営業をしている鉄道はなく、近隣の京急電鉄神奈川駅および京急東神奈川駅、JR京浜東北線・横浜線東神奈川駅が最寄りとなる。神奈川警察署前バス停には横浜駅と生麦とを結ぶ横浜市営バスが運行されているが本数は少ない。

### 面積
面積は以下の通りである。
| 丁目         | 面積（km²） |
| ------------ | ----------- |
| 神奈川一丁目 | 0.084       |
| 神奈川二丁目 | 0.098       |
| 計           | 0.182       |

## 歴史
- 1889年（明治22年）4月1日 - 神奈川宿を形成した神奈川町(旧)、青木町と芝生村が合併して橘樹郡神奈川町が成立。旧町村はそれぞれ神奈川町の大字となる。
- 1891年の神奈川町大字神奈川の世帯数は1700、人口は男性3709人、女性3736人であった。
- 1901年（明治34年）4月1日 - 橘樹郡神奈川町は横浜市に編入[8]。
- 1909年（明治42年）4月13日 - 埋立地を編入する[9]。
- 1919年（大正8年）7月8日 - 埋立地を編入する[10]。
- 1927年（昭和2年）4月1日 - 区制施行により横浜市神奈川区神奈川町となる[11]。
- 1930年（昭和5年）4月5日 - 埋立地を編入する[11]。
- 1932年（昭和7年）1月1日 - 神奈川通・栗田谷・六角橋町・浜町・棉花町・亀住町・浦島丘・立町・稲荷町・東神奈川町・御殿町・神明町・飯田町・二ツ谷町・西神奈川町・富家町・鳥越・白楽・平川町・二本榎・斎藤分町・中丸・星野町が新設され、神奈川町は廃止される[12]。
- 1976年（昭和51年）1月18日 - 土地区画整理事業に伴い、飯田町[13]・神奈川通[14]・御殿町[15]・東神奈川町[16]・浜町[17]の各一部から神奈川二丁目を新設[18]。
- 1978年（昭和53年）2月5日 - 土地区画整理事業に伴い、浜町[17]の各一部と棉花町[19]から神奈川一丁目を新設し[20][6][18]、浜町と神奈川通の残部を神奈川二丁目に編入[18]。

## 世帯数と人口
2025年（令和7年）6月30日現在（横浜市発表）の世帯数と人口は以下の通りである。
| 丁目         | 世帯数    | 人口    |
| ------------ | --------- | ------- |
| 神奈川一丁目 | 281世帯   | 504人   |
| 神奈川二丁目 | 1,256世帯 | 1,692人 |
| 計           | 1,537世帯 | 2,196人 |

### 人口の変遷
国勢調査による人口の推移。
| 年                 | 人口  |
| ------------------ | ----- |
| 1995年（平成7年）  | 1,875 |
| 2000年（平成12年） | 1,728 |
| 2005年（平成17年） | 1,980 |
| 2010年（平成22年） | 1,912 |
| 2015年（平成27年） | 2,013 |
| 2020年（令和2年）  | 2,068 |

### 世帯数の変遷
国勢調査による世帯数の推移。
| 年                 | 世帯数 |
| ------------------ | ------ |
| 1995年（平成7年）  | 959    |
| 2000年（平成12年） | 910    |
| 2005年（平成17年） | 1,173  |
| 2010年（平成22年） | 1,167  |
| 2015年（平成27年） | 1,302  |
| 2020年（令和2年）  | 1,364  |

## 学区
市立小・中学校に通う場合、学区は以下の通りとなる（2024年11月時点）。
| 丁目         | 番地                   | 小学校               | 中学校               |
| ------------ | ---------------------- | -------------------- | -------------------- |
| 神奈川一丁目 | 17番地の2から17番地の8 | 横浜市立神奈川小学校 | 横浜市立栗田谷中学校 |
| 神奈川一丁目 | 上記以外               | 横浜市立幸ケ谷小学校 | 横浜市立栗田谷中学校 |
| 神奈川二丁目 | 全域                   | 横浜市立幸ケ谷小学校 | 横浜市立栗田谷中学校 |

神奈川一丁目17番地の2から17番地の8については2024年（令和6年）8月5日以降に入学する児童について適用され、それ以前については経過措置により横浜市立幸ケ谷小学校となる。中学校区については、2030年（令和12年）11月1日以降に入学する生徒は横浜市立浦島丘中学校となるが、それ以前については従前のままとなる。

## 事業所
2021年（令和3年）現在の経済センサス調査による事業所数と従業員数は以下の通りである。
| 丁目         | 事業所数  | 従業員数 |
| ------------ | --------- | -------- |
| 神奈川一丁目 | 20事業所  | 100人    |
| 神奈川二丁目 | 127事業所 | 1,601人  |
| 計           | 147事業所 | 1,701人  |

### 事業者数の変遷
経済センサスによる事業所数の推移。
| 年                 | 事業者数 |
| ------------------ | -------- |
| 2016年（平成28年） | 133      |
| 2021年（令和3年）  | 147      |

### 従業員数の変遷
経済センサスによる従業員数の推移。
| 年                 | 従業員数 |
| ------------------ | -------- |
| 2016年（平成28年） | 1,252    |
| 2021年（令和3年）  | 1,701    |

## 施設
- 神奈川警察署
- 神奈川台場

## その他

### 日本郵便
- 郵便番号 : 221-0045[3]（集配局：神奈川郵便局[30]）

### 警察
町内の警察の管轄区域は以下の通りである。
| 丁目         | 番・番地等       | 警察署       | 交番・駐在所     |
| ------------ | ---------------- | ------------ | ---------------- |
| 神奈川一丁目 | 全域             | 神奈川警察署 | ポートサイド交番 |
| 神奈川二丁目 | 1番地 11〜12番地 | 神奈川警察署 | ポートサイド交番 |
| 神奈川二丁目 | その他           | 神奈川警察署 | 東神奈川駅前交番 |